# مارسيلو ميراندا
مارسيلو ميراندا (بالبرتغالية: Marcelo Miranda‏) هو سياسي برازيلي، ولد في 10 أكتوبر 1961 بغويانيا في البرازيل. حزبياً، نشط في حزب الحركة الديمقراطية ‏. وقد في الانتخابات التشريعية البرازيلية 1982 ‏، انتخب عضو مجلس الشيوخ من البرازيل عن دائرة Mato Grosso do Sul ‏.